# Каратаев, Бахытжан Бисалиевич
Бахытжа́н Бисали́евич Карата́ев варианты имени и отчества Бахиджан Давлетджанович (каз. Бақытжан Бейсәліұлы Қаратаев, 10 мая 1863, Уральск — август 1934, Актюбинск) — юрист, депутат Государственной думы II созыва от Уральской области, прапраправнук Абулхаир-хана, из рода торе (чингизид).

## Биография

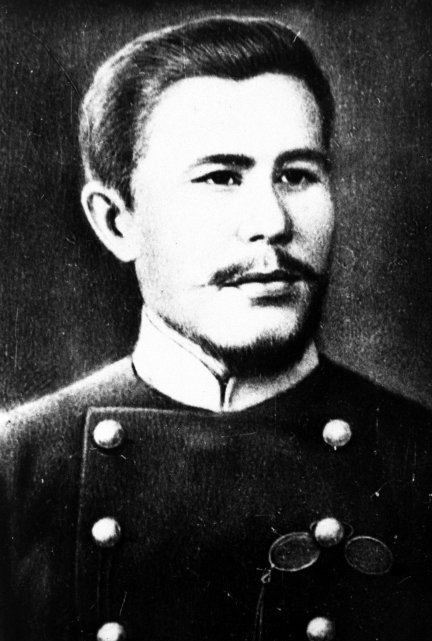
Бахытжан Каратаев, студент-юрист

Отец Давлетжан Каратаев, был усыновлён дедом, султаном Бисалием Каратаевым. В 1886 году выпускник Оренбургской гимназии. В 1890 году окончил юридический факультет Санкт-Петербургского университета с золотой медалью 2-й степени. Из-за бедности и благодаря успехам в учёбе, начиная со 2-го курса, был освобождён от платы за обучение и получал стипендию.
Окончив университет, стал сначала судебным исполнителем в Кутаиси, затем судебным следователем в Уральской и Тургайской областях. С 1905 по 1914 год входил в конституционно-демократическую партию, стоял во главе её Уральской киргизской группы.
12 февраля 1907 избран в Государственную думу II созыва от съезда уполномоченных от инородческих волостей Уральской области. Вошёл в состав Конституционно-демократической фракции, а также в Мусульманскую фракцию и Сибирскую группу. Состоял в думских комиссиях по разбору корреспонденции, по запросам, о свободе совести и аграрной комиссии. Последовательно выступал против переселенческой политики П. А. Столыпина, которая, как считал Каратаев, ущемляла интересы коренных народов. Разрабатывал законопроект, защищающий земельные интересы коренных народов. В 1905—1907 годах стал присяжным поверенным.

Каратаев (Уральская обл.): От имени киргиз-кайсацкого народа с этой трибуны никто не говорил; между тем в нашем государстве обострившийся аграрный вопрос хотят разрешить переселением крестьян на территорию Степных областей, а именно: на территорию Уральской, Тургайской, Акмолинской, Семипалатинской и Семиреченской областей. Особенно желали разрешить аграрный кризис переселением крестьян в Среднюю Азию наши братья, сидящие на правых скамьях. Их взгляд проводится здесь в парламенте главноуправляющим земледелием и землеустройством князем Васильчиковым, равно как и председателем Совета министров Столыпиным. Но в настоящее время никто из депутатов Государственной думы не спрашивал, да и не справляется о том, имеются ли в данный момент излишние земли среди азиатских областей для переселения крестьян, все ли части Северных областей исследованы в естественно-историческом, хозяйственно-статистическом, почвенном и климатическом отношениях, чтобы сломя голову решиться на переселение туда крестьян. Никто не задавался вопросом о том, не сопряжено ли это переселение с крайним стеснением как самих крестьян, так и киргизов, не сопряжено ли это переселение с разорением и расстройством хозяйств туземных киргизов? Переселение, не согласованное с интересами местного населения, во всяком случае, не может почитаться всегда насилием сильного над слабым. Бесспорно, что киргизы, или так называемые киргиз-кайсаки, народ слабый и находится ещё в низшей ступени развития; поэтому сладить с ними можно и, по-видимому, насилие допустимо по отношению к ним. Мы, киргиз-кайсаки, глубоко понимаем, что аграрный вопрос, остро возникший в России, требует неотложного своего разрешения. Мы глубоко понимаем и чувствуем земельный голод братьев наших крестьян, мы готовы с охотой потесниться, если у нас есть излишки, мы вовсе не намерены подражать нашим товарищам, сидящим на правых скамьях, которые вовсе не намерены утолить земельный голод крестьян путём расширения их землевладения и землепользования. А вот в том и дело, что территория Степных областей до сих пор не так исследована, не так изучена в естественно-историческом и хозяйственно-статистическом отношениях. Сегодня товарищ наш, депутат Тетепевенков, говорил, что там, в Азии, имеются громадные земли и туда можно переселить крестьян, и этим путём можно утолить земельный голод.

Между тем известный учёный Щербина исследовал только северные уезды Степных областей, именно плодородные уезды Тургайской, Акмолинской и Семипалатинской, но Щербине не удалось исследовать южные их уезды. Если бы была исследована совокупность всех условий, климатических и почвенных, то без сомнения пришлось бы заключить, что излишних земель очень мало, потому что в южных уездах Степных областей почва — безводные солонцы. Вот на такое пространство едва ли допустимо переселение. В настоящее время ввиду остроты аграрного вопроса в России ведомство земледелия и землеустройство уже не только занимается переселением туда крестьян, не только зазывает их в Степные области, но оно в то же время занимается групповым выселением киргизов с их насиженных гнёзд, из их домов, которые в большинстве случаев составили посёлки, деревни, так что переселение в настоящее время сопряжено с выселением киргиз-кайсацкого народа, осевшего в плодородных уездах, т.е. приобретшего оседлость, занимающегося хлебопашеством, с выселением народа из их домов и деревень — оседлых пунктов. Это я могу доказать официальными данными. До сих пор у всех сложилось убеждение, будто бы киргизы все кочуют. Нет, господа, есть киргизы кочующие и киргизы оседлые. Вот в северных плодородных уездах Степной области уже несколько десятков лет, как киргизы осели и занимаются хлебопашеством. Одни из них имеют дома из дерева, другие — из воздушного кирпича, третьи — из жжёного кирпича, четвёртые — сосновые дома; одним словом имеют жилые и хозяйственные дома по своему благосостоянию. У этих осевших киргизов хлебопашество составляет главный источник благосостояния, а если они занимаются скотоводством, то оно есть вспомогательный источник благосостояния. А скотоводство для поддержания своего требует наименьшего труда, чем земледелие. Вот эти киргизы, приобретшие оседлость, несколько десятков лет тому назад осели на лучших местах: на берегах пресноводных озёр, на берегах пресноводных рек. Ведомство земледелия или чины управления земледелия и землеустройства, переселяя крестьян в Степные области, занимаются собственно выселением этих киргизов из их лучших насиженных гнёзд.

Председатель: Господин оратор, 10 минут прошло.

Каратаев (Уральская обл.): Господа, до сих пор о переселении в Степные области у нас никто не говорил. Быть может, Государственная дума будет снисходительна и выслушает меня.

Председатель: Кончайте тогда.

Каратаев (Уральская обл.): Господа, я не имею возможности докончить свой доклад о характере переселения крестьян в Степные области, но я говорю — пусть помнит Государственная дума, что киргиз-кайсаки, которых обижают путём переселения на их земли крестьян ради защиты помещичьих интересов внутри России, интересов этих 130 тыс. помещиков, пусть она имеет в виду, что киргиз-кайсаки всегда сочувствуют всем оппозиционным фракциям, которые желают принудительного отчуждения частновладельческих земель для удовлетворения крестьянского земельного голода. Но имейте в виду то, что в настоящее время выселяют киргизов не с земель, а из жилых домов для того, чтобы освободить их места для крестьян, для того, чтобы спасти этих помещиков. Надеюсь, что русские трудящиеся массы и русская интеллигенция сумеют отозваться там, где этих несчастных киргиз-кайсаков обижают путём отобрания не только их земель, но путём отчуждения их домов, жилых и хозяйственных построек. Чтобы доказать это, я имею массу цифровых данных, но, к сожалению, не могу окончить.

Председатель: Передайте в комиссию эти данные. За подписью 36 членов поступило предложение прекратить прения"— [17, с. 43-45]

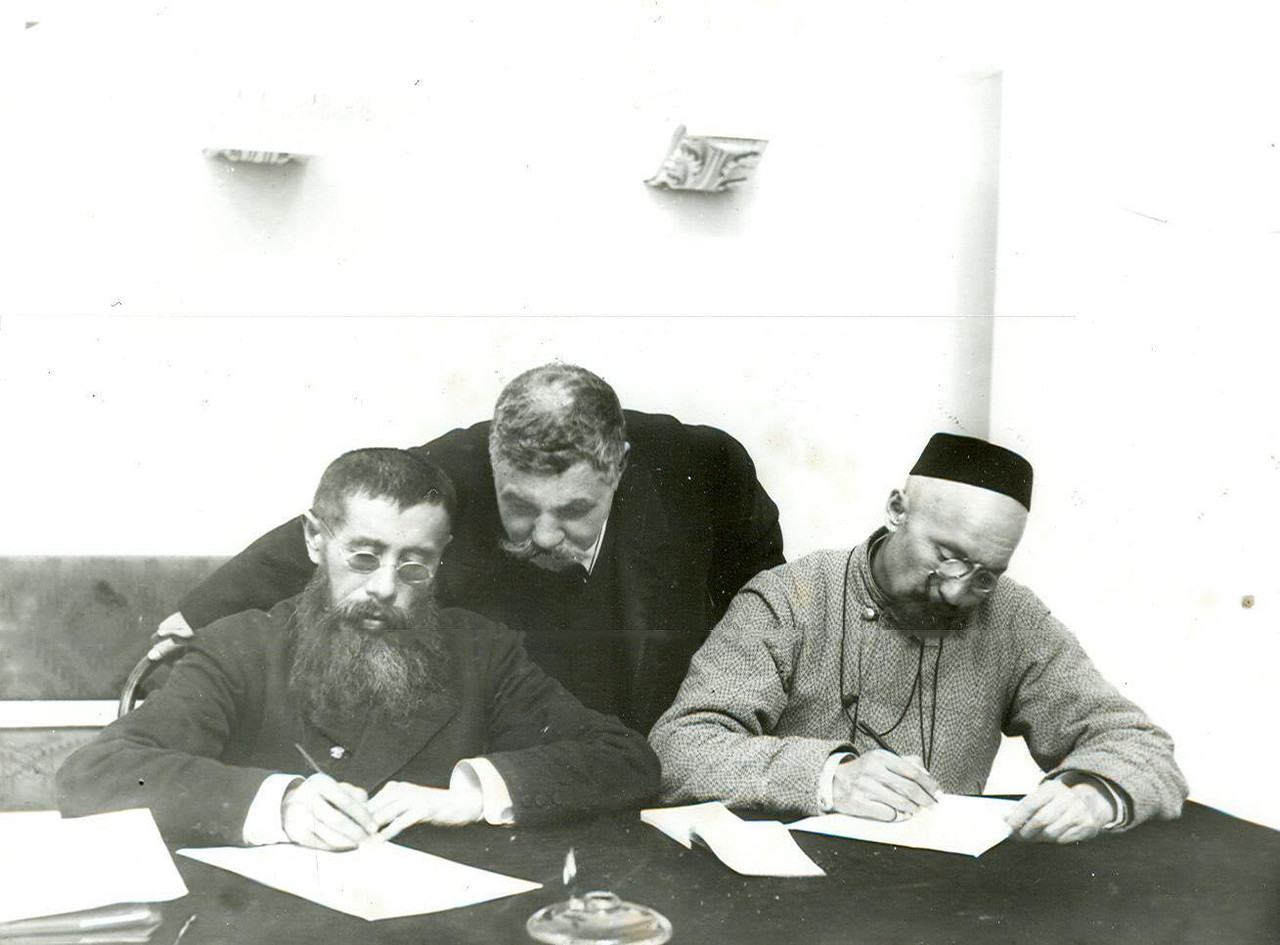
Депутаты-казахи Бахытжан Каратаев и Темиргали Нороконев заполняют документы, над ними склонился азербайджанский депутат Мухаммед-ага Шахтахтинский.

В марте 1907 года вошёл в Сибирскую парламентскую группу.
После роспуска Думы в 1907 году занимался адвокатской практикой. Публиковался в газетах «Орал» («Урал»), «Казахстан», журнале «Айкап». В 1907—1908 годах был направлен мусульманским населением Степного края в Санкт-Петербург для оказания помощи членам Мусульманской фракции III-й Государственной думы. В июне 1914 в Санкт-Петербурге принимал участие в работе 4-го мусульманского съезда, посвященного реформированию религиозного управления. В декабре 1914 в Петрограде участвовал во Всероссийском съезде представителей мусульманских общественных организаций. Избран членом Временного мусульманского комитета по оказанию помощи воинам и их семьям. Был противником Первой мировой войны, выступал за предоставление казахам автономии в составе будущей Российской республики. В 1914 году вышел из партии конституционных-демократов. Официально вступил в РСДРП(б) 6 февраля 1919, однако считал себя членом партии большевиков с мая 1917.

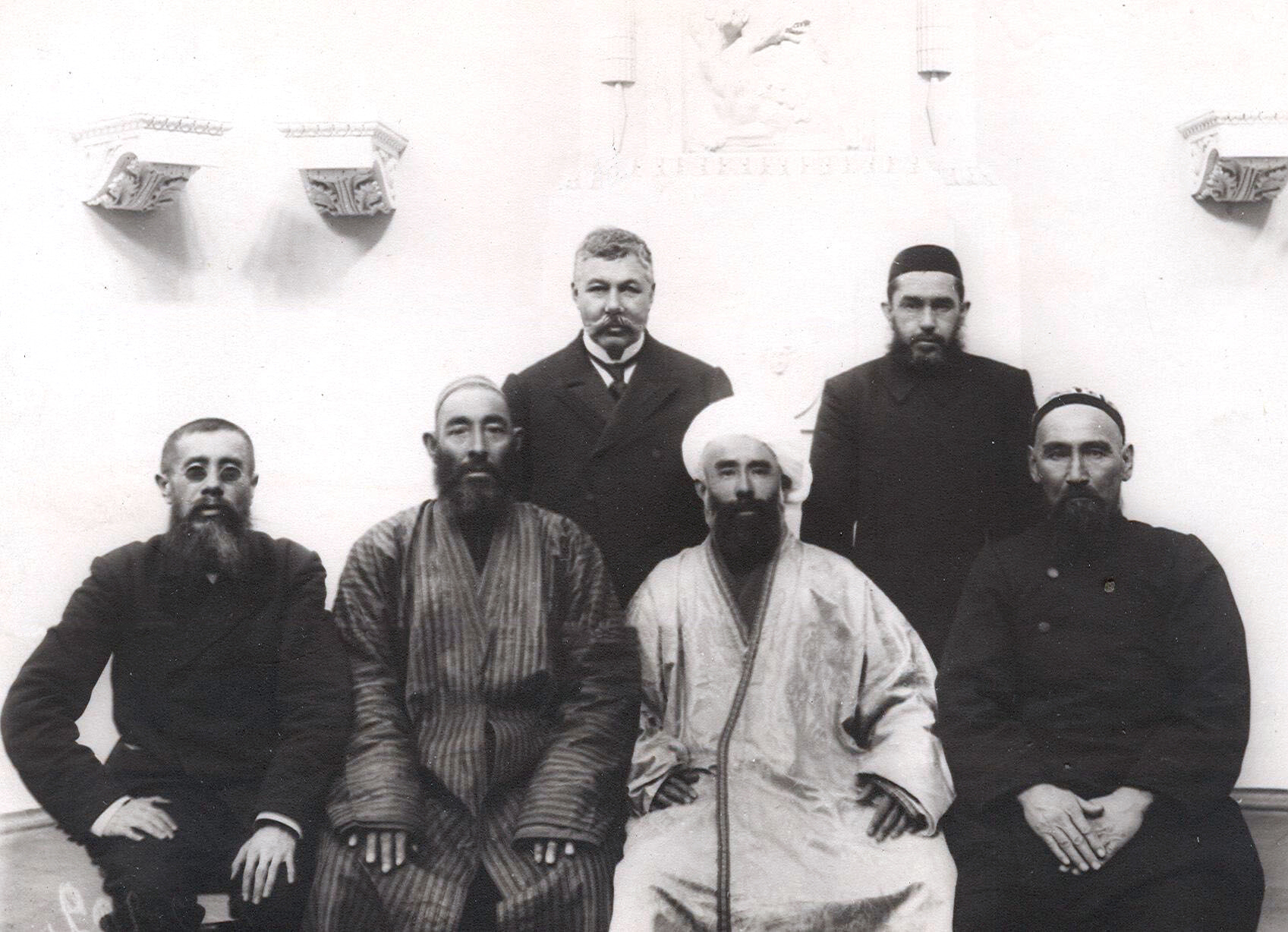
Группа депутатов-мусульман. Бахытжан Каратаев в первом ряду, слева..

С установлением Советской власти встал на сторону большевиков. В марте 1918 г. на Уральском областном съезде Советов был избран членом исполкома Уральского областного Совета и комиссаром юстиции. В марте 1918 во время белоказачьего переворота в Уральске арестован Войсковым правительством и более 9 месяцев провел в заключении. После установления советской власти в Уральске — член, затем председатель коллегии по национальным делам Уральского областного ревкома. 24 июля 1919 назначен членом ВРК по управлению Киргизским краем. 26 июля 1919 года решением Совнаркома РСФСР назначен членом Киргизского ревкома. Участвовал в подготовке проектов первых законов Киргизской АССР, делегат 1-го и 2-го съездов Советов Киргизской АССР.
В 1921—1924 годах председатель Актюбинской губколлегии, в последующие годы — работник Государственного архива КАССР в Актюбинске. Разочаровавшись в политике ВКП(б) (в том числе осуждая деятельность второго секретаря Казахстанского крайкома ВКП(б) Филиппа Голощёкина), принял решение добровольно выйти из неё, но по решению Актюбинского горкома был исключен из ВКП(б) в 1926 за нарушение устава. Привлекался к партийной ответственности за участие в «антисоветских» группировках (источник не указан).

## Память
В настоящее время его именем названы улицы в г. Актобе, г. Уральске Западного Казахстана.

## Сочинения
- Речь на заседании II Государственной думы 16 мая 1907 // Государственная дума. Второй созыв. Стенографические отчеты. 1907 год. Сессия вторая. СПб., 1907. Том 2;
- Разрыв с буржуазным национализмом // В огне революции. Алма-Ата, 1957.

### Рекомендуемые источники
- Каратаев Бахытжан Бисалиевич // Казахстан | ЦентрАзия.
- Григорьевв В. К. Б. Б. Каратаев // Борцы за советскую власть в Казахстане. Алма-Ата, 1987. Выпуск 2;
- Щелоков О. Дата рождения Бахиджана Каратаева // Пульс (Уральск). 1993. 14 марта;
- Политические партии России. Конец XIX первая треть XX века: Энциклопедия. М, 1996.
- Мусульманские депутаты Государственной думы России, 1906—1917 годы: Сборник документов и материалов. Уфа, 1998. С. 290—291.
- Усманова Д. М. Мусульманские представители в Российском парламенте, 1906—1917. Казань, 2005.

### Архивы
- Российский государственный исторический архив]. Фонд 1278. Опись 1 (2-й созыв). Дело 180; Дело 576. Лист 12-15;
- Центральный государственный исторический архив Санкт-Петербурга. Фонд 14. Опись 3. Дело 25945.